# کنسول بازی ویدئویی خانگی
کنسول بازی ویدئویی خانگی (انگلیسی: Home video game console) یک نوع کنسول بازی ویدئویی است که برای متصل‌کردن به دستگاه‌های نمایش نظیر تلویزیون و یک منبع تغذیهٔ خارجی برای انجام بازی ویدئویی طراحی شده‌است. کنسول‌های خانگی به‌طور کلی نسبت به رایانه‌های شخصی قدرت و قابلیت شخصی‌سازی کمتری دارند. این کنسول‌ها طوری طراحی شده‌اند که قابلیت‌های گرافیکی پیشرفته‌ای را دارا هستند، اما حافظه و فضای ذخیره‌سازی محدودی برای مقرون به صرفه بودن واحدها دارند. کنسول‌های اولیه واحدهای اختصاصی بودند و تنها چند بازی در مدارهای الکترونیکی این سیستم‌ها معین شده بود، اما امروزه اکثر کنسول‌ها از زمان استفاده از رسانه‌های قابل تعویض بازی، از طریق کارتریج بازی، دیسک‌های نوری یا توزیع دیجیتال به حافظه داخلی پشتیبانی می‌کنند.
از زمان اولین واحد تجاری، مگناوکس ادیسه در سال ۱۹۷۲، کنسول‌های بازی‌های ویدئویی خانگی متعددی وجود داشته‌است. از نظر تاریخی، این کنسول‌ها به نسل‌هایی دارند که هر نسل بر اساس مشخصات فنی مشترک به حدود شش سال تقسیم شده‌اند. از سال ۲۰۲۱، نه نسل کنسول وجود داشته‌است که تولیدکنندگان اصلی این کنسول‌ها اکنون سونی، مایکروسافت و نینتندو هستند. سازندگان کنسول‌های پیشین کمپانی‌هایی نظیر آتاری، فیرچیلد، اینتلی‌ویژن، کولکو، سگا، ان‌ای‌سی، ۳دی‌او و اس.ان.کی. بودند.